# Marginella bairstowi
Marginella bairstowi là một loài ốc biển, là động vật thân mềm chân bụng sống ở biển trong họ Marginellidae, họ ốc mép.

## Hình ảnh

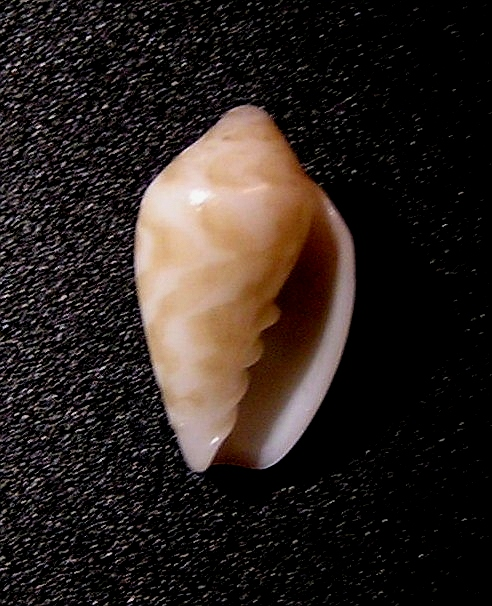
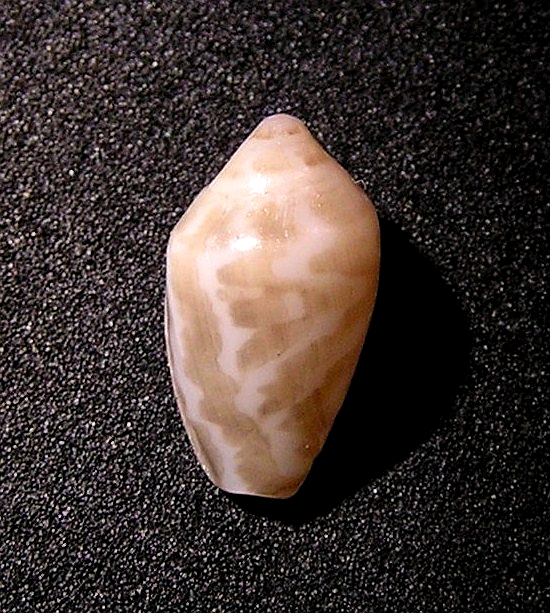